# アンドレイ・ユーリエヴィチ (ガーリチ公)
アンドレイ・ユーリエヴィチ（ロシア語: Андрей Юрьевич、? - 1323年頃）は、ガーリチ・ヴォルィーニ公国の統治者ユーリーの子である。母はクヤヴィ公カジミェシュ1世の娘エウフェミア(ru)。父ユーリーが死亡した後、兄弟のレフとその所領を共同統治した。また、レフはガーリチをその本拠とし、アンドレイはヴォルィーニを本拠地とした。

## 生涯
アンドレイはポーランド王ヴワディスワフ1世、ドイツ騎士団との間に密接な同盟関係を築き、ジョチ・ウルスの干渉を減らそうと務めた。アンドレイ、レフ兄弟の統治期間は、長期にわたる、ジョチ・ウルス、リトアニア大公国との戦いの時期にあたっていた。最終的にはレフとともに戦死するが、それはジョチ・ウルスとの戦闘であるとする説、あるいはポドリャシエ(ru)をめぐるリトアニアとの戦闘におけるものであるとする説がある。
アンドレイには後継者がいなかったため、当初は兄弟のレフの子のウラジーミルが相続したが、後にボレスワフ（アンドレイの姉妹のマリヤ(ru)の子。父はマゾフシェ公トロイデン(ru)）が公位に招かれた。
アンドレイの娘・アンナはリトアニアのリュバルタスに嫁いだ。